# 雷根 (內布拉斯加州)
雷根（英語：Ragan）是位於美國內布拉斯加州哈倫縣的村。

## 人口
根據2020年美國人口普查的數據，雷根的面積為0.66平方千米，皆為陸地。當地共有人口22人，而人口密度為每平方千米33人。